# Крымские легенды
Крымские легенды — обширный корпус фольклорных текстов, представляющий интерес для исследователей, но слабо изученный в силу политической ситуации в Советские времена.

## Предыстория
Крымские легенды стали предметом собирания и изучения ещё в первой половине XIX века. Писатели-путешественники, приезжая в Крым, записывали легенды и вставляли их в свои путевые очерки и произведения. Подобных примеров немало. Самый знаменитый из них — поэма «Бахчисарайский фонтан», написанная А. С. Пушкиным после посещения Крыма в 1824 году по мотивам услышанной им легенды.
Первым крупным издателем крымских легенд, систематически занимавшимся собиранием фольклора, был этнограф и историк В. Х. Кондараки (1834—1886). В 1875 году он издал книгу «Универсальное описание Крыма» в 17 частях, где приводились тексты легенд и сказок. В 1883 году вышла его книга «Легенды Крыма», в состав которой входили 32 легенды. Опубликованные тексты были греческими и крымскотатарскими легендами. Хотя В. Х. Кондараки не был профессиональным фольклористом, а его принципы отбора и редактирования легенд остаются неизвестными, однако эта книга представляет несомненный интерес для исследователя.
Выдающийся российский тюрколог, фольклорист, этнограф, академик Императорской Академии наук В. В. Радлов (1837—1918) в 1886 году совершил путешествие по Крымскому полуострову для изучения языка крымских татар. На основании фольклорного материала, который был собран в пяти уездах Крыма, в 1896 году вышла седьмая часть известной книги Радлова «Образцы народной литературы северных тюркских (турецких) племен». В первом разделе книги были собраны произведения крымскотатарской и крымсконогайской народной литературы, самой обширной категорией (69 образцов) являются «Сказки, легенды и предания». К сожалению, тексты легенд остаются труднодоступными для исследования, так как, во-первых, книга стала библиографической редкостью, во-вторых, тексты напечатаны на языке оригинала без перевода.
Известный российский филолог и эпиграфист В. В. Латышев (1855—1921) в 1887 году защитил докторскую диссертацию по древнегреческим и латинским надписям, найденным в Северном Причерноморье, и в 1893 году напечатал первый выпуск «Известий древних авторов греческих и латинских о Скифии и Кавказе». Второй выпуск вышел в 1896 году, а всё издание завершено в 1906 году. Фактически это был сборник древнегреческих легенд и мифов, бытовавших в причерноморском регионе в период античности. В. В. Латышев опубликовал добросовестный перевод античных авторов, ничего не добавляя от себя. В книге слева был представлен текст на древнегреческом языке, а справа перевод Латышева, с небольшими комментариями.
Историк, археолог, палеограф, профессор и генерал Н. А. Маркс (1861—1921), хорошо зная крымскотатарский язык, собирал легенды в районе деревни Отузы, где находилось его имение. Маркс публиковал легенды начиная с 1912 года в газете «Утро России». Как только легенд собралось достаточное количество, он решил издавать их сборниками. Первый в 1913 году, второй — в 1914 были изданы в Москве и содержали по 11 легенд. Оба выпуска были сразу же переизданы в 1914 и 1915 годах. А в 1917 году в Одессе вышел третий сборник, содержащий 14 легенд. Сборники были снабжены подробными комментариями Н. Маркса, который указывал место бытования легенды и её сказителя, связанные с нею обычаи и обряды.

## От революции до войны
В послереволюционные годы возрастает интерес к крымскому фольклору. Крупным событием в собирании фольклора в Крыму явились археолого-этнографические экспедиции Бахчисарайского дворца-музея под руководством Крымского Народного Комиссариата Просвещения в 1924—1929 годах. Наиболее продуктивной по части фольклора была экспедиция 1925 года. Сбор фольклора в ходе экспедиции был поручен археологу, фольклористу, историку и эпиграфисту О. Н. Акчокраклы, в помощь которому был дан студент-практикант С. Абдуль-Рагим. К сожалению, судьба архивов экспедиций остается неизвестной в связи с политическими репрессиями, которым были подвергнуты её участники.
В 1925 году в Париже выходит книга С. С. Крыма «Крымские легенды». На самом деле книга включала в себя шесть крымскотатарских сказок и только одну авторскую легенду.
В 1930 году певец, музыкант и этнограф А. К. Кончевский (1883—1969) выпустил сборник «Сказки, легенды и предания Крыма» в издательстве «Физкультура и спорт». В сборник входят пять крымскотатарских сказок, одиннадцать легенд и три поэмы.
Серьёзная попытка научного собирания и издания крымскотатарских сказок и легенд была предпринята Алупкинским дворцом-музеем. В 1935—1937 годах под руководством профессора Н. Л. Эрнста (1889—1956) проходила историко-археологическая экспедиция, однако в ней было уделено место и фольклору. В 1936 году была издана книга «Сказки и легенды татар Крыма». Сборник содержал 23 сказки и три легенды, подробную информацию о сказителях.
В 1941 году издательство Крымской АССР под руководством редактора Романа Вуля выпустило «Сказки крымских татар в передаче М. Г. Кустовой». В состав книги входили девять легенд, три сказки и три анекдота.
Это был последний сборник крымскотатарского фольклора. Великая Отечественная война и депортация многих крымских народов в 1944 году надолго приостановили издание легенд Крыма.

## Послевоенная ситуация
Прошло почти двадцать лет и Крымское государственное издательство выпустило первый послевоенный сборник «Крымских легенд». В 1957 году он был составлен Р. Н. Вулем и С. К. Шляпошниковым, редакторами «Крымиздата». В это время там же работал Г. И. Таран (1930—1999), который впоследствии стал главным редактором художественной литературы (1969), а позже и директором издательства (1972). В первом издании его имя не упоминается, однако он, несомненно, являлся составителем и редактором всех последующих десяти переизданий этого сборника.

Второе издание, выпущенное в 1959 году, носило название «Легенды Крыма», в дальнейшем оно не менялось. Начиная со второго переиздания, используется предисловие, написанное известным украинским поэтом, академиком АН СССР М. Ф. Рыльским (1895—1964), посещавшим Крым в конце 1950-х — начале 1960-х годов.
В 1974 году вышло десятое, юбилейное, переиздание «Легенд Крыма», последняя книга легенд, изданная при советской власти. Всего за двадцать лет было напечатано в общей сложности 59 легенд. Для издательства это был продукт массовой культуры, рассчитанный на курортников. В защиту издателей легенд в советское время можно сказать, что только в такой форме была возможна публикация легенд Крыма в тот период.

## После перестройки
После этого выпуск легенд приостановился практически на 20 лет. Только после перестройки, с начала 1990-х годов, снова стало возможным их печатать. Появились репринтные издания Н. Маркса и сборника крымскотатарских сказок и легенд, изданного в 1936 году Алупкинским дворцом-музеем. Популярность приобрели коммерческие издания легенд, создатели которых не придерживались не только научного подхода, но даже каких-либо принципов отбора и классификации. Легенды, изданные в дореволюционное время, перепечатывались вперемешку с советскими; рядом с атеистическими появились религиозные, при этом отсутствовали достойные примечания и комментарии.
Наряду с этим крымские национальные общества в настоящее время активно выпускают сборники легенд с целью сбережения культурной памяти своих народов. Среди издателей выделяются имена М. Х. Файзи, Ю. А. Полканова и В. З. Тирияки.
Особняком стоит работа в этом направлении крымской писательницы Е. Г. Криштоф (1925—2001). В 1978 году вышла в свет её книга «Сто рассказов о Крыме», в которой встречаются и легенды, а в 2001 году — «Легенды Крыма в пересказе Елены Криштоф».